# 西表糖業

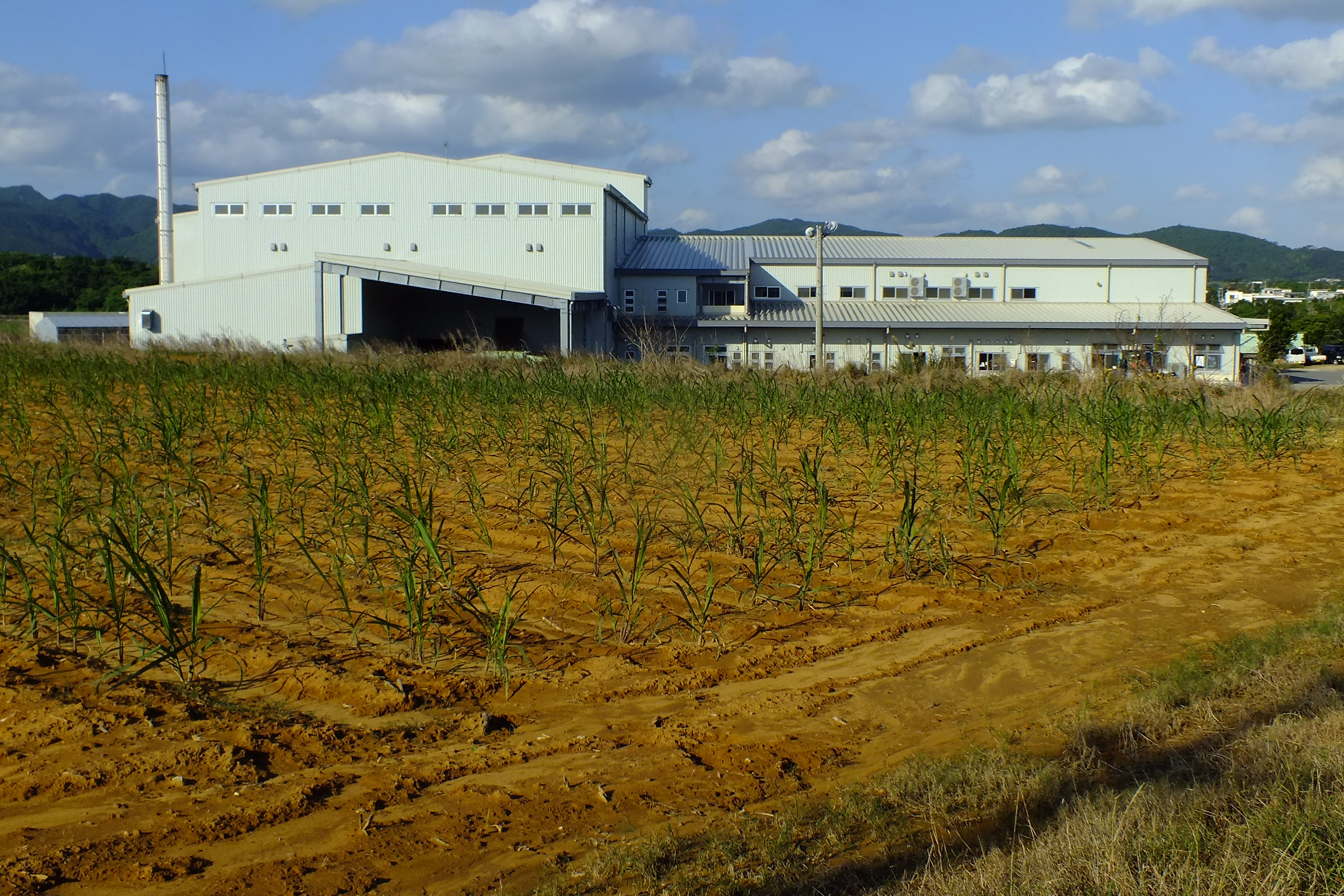
西表製糖工場（2017年撮影）

西表糖業株式会社（いりおもてとうぎょう）は、沖縄県浦添市に本社を置く製糖会社である。

## 概要
八重山列島の西表島東部（沖縄県八重山郡竹富町字南風見333-41）にある西表製糖工場で、含蜜糖（黒糖）の生産を行っている。公称能力 100t/日。2017/18年期の産糖量は 1,639t。
この工場は竹富町が旧工場跡に建設し、2015年に完成したもので、延床面積4,396m2、鉄骨構造2階建て、総事業費約29億7,200万円。原料処理能力は従来の工場の 80t/日 から 100t/日 に向上した。西表糖業が指定管理者として操業している。

## 沿革
西表島では1892年（明治25年）頃からサトウキの栽培や砂糖の製造が行われていたが、1950年代以降、豊原、大原、古見、上原、住吉の開拓集落で本格的な栽培が行われるようになり、各地区に小型の製糖工場が設けられた。1960年（昭和35年）に西表製糖株式会社が設立され中型工場が設けられたが、1971/72年期（昭和46/47年期）に干ばつと台風による二重の被害を受け、閉鎖を余儀なくされた。1973年以降、与那国製糖株式会社による吸収合併や与那国農協への譲渡等が行われたが、1975年（昭和50年）に売却され、西表糖業株式会社に社名を変更して稼動を再開した。 

### 年表
- 1960年（昭和35年）9月 - 西表製糖株式会社として設立[2][5]。
- 1973年（昭和48年）7月 - 与那国製糖が西表製糖を吸収合併[2][5]。
- 1975年（昭和50年）8月 - 売却後、西表糖業株式会社に社名を変更し稼動再開[5]。
- 2015年（平成27年）3月14日 - 新工場落成[4]。
- 2015年（平成27年）7月9日 - 黒糖への金属粉付着を公表。付着のおそれがある50g入り小袋2万2,500個等全量を自主回収[6]。
- 2018年（平成30年）3月14日 - 西表製糖工場敷地内に竹富町物産観光振興公社の集中脱葉施設が完成[7]。